# Perk. Marbau Selatan
Perk. Marbau Selatan is een bestuurslaag in het regentschap Labuhan Batu Utara van de provincie Noord-Sumatra, Indonesië. Perk. Marbau Selatan telt 1793 inwoners (volkstelling 2010).